# La Sauça
La Sauça (en francès La Saulce) és un municipi francès situat al departament dels Alts Alps i a la regió de Provença – Alps – Costa Blava.

## Demografia
| 1836                                       | 1962 | 1968 | 1975 | 1982 | 1990 | 1999 | 2006  | 2015  |
| ------------------------------------------ | ---- | ---- | ---- | ---- | ---- | ---- | ----- | ----- |
| 813                                        | 567  | 565  | 688  | 638  | 632  | 905  | 1.190 | 1.502 |
| Des de 1962: població sense dobles comptes |      |      |      |      |      |      |       |       |

## Administració
| Període           | Identitat      | Partit |
| ----------------- | -------------- | ------ |
| 1977-2001         | Marcel Lesbros | UDF    |
| 2001-maig de 2015 | Claude Vial    | UMP    |
| 2015-2019         | Albert Gaydon  | LR     |
| febrer de 2019-   | Roger Grimaud  |        |